# كابيز
كابيز (بالإنجليزية: Capiz) هي محافظة تقع في الفلبين في بيسايا الغربية. يقدر عدد سكانها بـ 719,685 نسمة ومساحتها 2,594.64 كم2 .

## أعلام
- مانويل روكساس